# Agave bahamana
Espèce
Agave bahamana est une espèce de plantes à fleurs de la famille des Asparagaceae (sous-famille des Agavaceae) et du genre des Agaves.

## Description
Plante succulente, Agave bahamana se présente sous la forme d'une rosette relativement ouverte, avec une quinzaine de feuilles vert-gris à vert, concaves, légèrement lancéolées et lisses, munies d'une rangée d'épines, brunâtres (jeunes) à grisâtres (plus âgées) sur leurs bords et se finissant par une épine terminale. Elles mesurent de 200 à 300 cm de longueur et environ 20 cm de largeur maximales. De manière occasionnelle, la plante produit une remarquable hampe florale paniculée pouvant mesurer jusqu'à 10 mètres de hauteur avec des fleurs jaunes.
L'espèce a été récoltée pour la première fois en 1905 les botanistes américains Elizabeth Britton et Charles Frederick Millspaugh sur Great Harbour Cay dans les îles Berry aux Bahamas, mais a été décrite comme espèce à part entière en 1913 par le botaniste américain William Trelease.

## Distribution et habitat
L'espèce est originaire des Bahamas mais est présente sur la plupart des îles Lucayes.

## Synonymes et variétés
L'espèce ne présente pas de synonyme.